# Draeculacephala noveboracensis
Draeculacephala noveboracensis är en insektsart som beskrevs av Fitch 1851. Draeculacephala noveboracensis ingår i släktet Draeculacephala och familjen dvärgstritar. Inga underarter finns listade i Catalogue of Life.